# Thomas Hempel
Thomas Ivar Hempel, född 28 mars 1942 i Kungsholms församling i Stockholm, död 7 maj 2018 i Engelbrekts distrikt i Stockholm, var en svensk radiojournalist. 
Thomas Hempel var son till reklamchefen Lars Hempel och förskolläraren Ingrid, ogift Wennergren. Efter akademiska studier blev han filosofie kandidat. Han var verksam vid Sveriges Radio i över 30 år, bland annat som politisk kommentator och under sex år som inrikeschef. 1996 startade Hempel och Inger Arenander Ekots lördagsintervju.
1988 tilldelades han Stora journalistpriset tillsammans med Inger Arenander med motiveringen "De har i sina samspelta utfrågningar av partiledarna inför valet utvecklat den politiska journalistiken. Med väl underbyggda kunskaper och icke förutsägbara frågor har de gjort den politiska debatten mer begriplig och angelägen."
Första gången var han gift 1978–1979 med Kerstin Foghagen (född 1945), med vilken han fick en son 1971 och en dotter 1973. Andra gången var han gift från 1981 med journalisten och författaren Magdalena Ribbing (1940–2017) till hennes död. Hempel är begravd på Solna kyrkogård.